# Stenocercus azureus
Stenocercus azureus — вид ігуаноподібних ящірок родини Tropiduridae. Мешкає в Південній Америці.

## Поширення і екологія
Stenocercus azureus мешкають на півдні Бразилії, в штатах Сан-Паулу, Парана і Ріу-Гранді-ду-Сул, в Уругваї та на північному сході Аргентини, в провінції Місьйонес. Вони живуть у вологих атлантичних лісах та в пампі. Зустрічаються на висоті від 150 до 250 м над рівнем моря. Відкладають яйця.